# リスフラン関節損傷
リスフラン関節損傷（リスフランかんせつそんしょう）は、リスフラン骨折としても知られ、中足骨と足根骨の足根中足関節に関与する足の損傷である。症状には、中足の腫れ、痛み、あざなどがあげられる。症状は、歩こうとすると悪化する。治療を行わなかった場合の合併症には、関節炎や慢性的な痛みなどがあげられる。
原因には、足のねじれ、特にスポーツ中のに起こる足のねじれであり、より重度の損傷には高所からの転倒などがあげられる。一般的に特定の危険因子のない人にも起こるが、糖尿病の人により一般的にみられる。診断は、体重負荷をかけた状態でのX線またはCTスキャンによる。中足部の痛みが5日以上続く場合は、リスフラン関節損傷を疑う必要がある。
初期治療には、整復、副子固定、足を上げたままにすることなどがあげられる。損傷が不安定または変位している場合は、観血的整復固定術手術が推奨されるのが一般的である。治癒には数ヶ月かかる。
リスフラン関節損傷は比較的まれであり、骨折の約0.2％を占める。一般的に中年の男性が最も影響を受ける。1815年の第六次対仏大同盟の大戦後に騎兵隊の負傷に気付いたフランスの外科医であるジャック・リスフランにちなんで名付けられた。